# Atalanta Planitia (quadrangle)

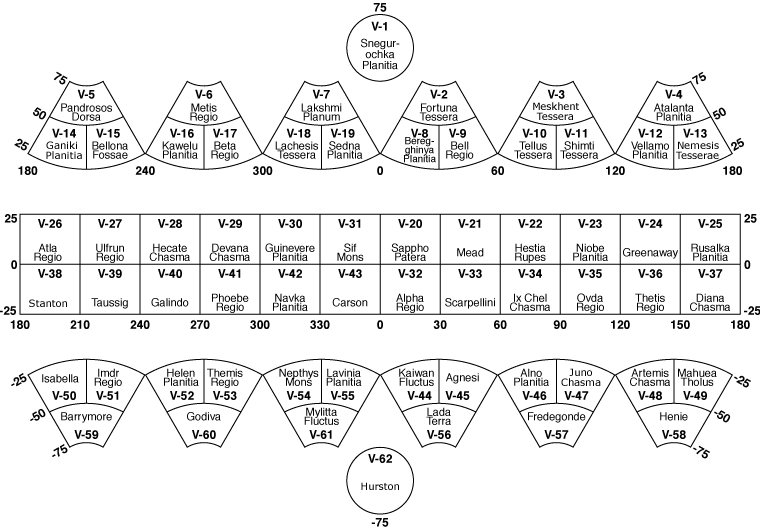
Quadrangles op Venus op schaal 1 : 5.000.000

Atalanta Planitia (V–4; breedtegraad 50°–75° N, lengtegraad 120°–180° E) is een quadrangle op de planeet Venus. Het is een van de 62 quadrangles op schaal 1 : 5.000.000. Het quadrangle werd genoemd naar de gelijknamige laagvlakte, die op zijn beurt genoemd werd naar Atalanta, een heldin in de Griekse mythologie.

## Geologische structuren in Atalanta Planitia
Colles
- Jurate Colles

Coronae
- Earhart Corona
- Holde Corona
- Mari Corona
- Nightingale Corona

Dorsa
- Frigg Dorsa
- Lukelong Dorsa
- Norwan Dorsa
- Sinanevt Dorsa
- Vedma Dorsa

Fossae
- Aife Fossae
- Saykal Fossae

Fluctus
- Bolotnitsa Fluctus
- Mamapacha Fluctus

Inslagkraters
- Bineta
- Cochran
- Dickinson
- Erika
- Ermolova
- Hapei
- Jex-Blake
- Khadako
- Koidula
- Kumudu
- Monika
- Radmila
- Rafiga
- Rampyari
- Rani
- Sandugach
- Sayligul
- Selma
- Tsvetayeva
- Unay
- Zhilova

Montes
- Ciuacoatl Mons
- Jael Mons
- Melia Mons
- Milda Mons

Planitiae
- Atalanta Planitia
- Tilli-Hanum Planitia

Regiones
- Tethus Regio

Tesserae
- Ananke Tessera
- Mago-Halmi Tesserae

Tholi
- Bast Tholus